# گونیوسور
گونیوسور(نام علمی: Goniosaurus) نام یک سرده از فراراستهٔ خزنده‌بالگان است.